# Фуко, Жюльен
Жюльен Фуко (фр. Julien Foucaud, 2 июля 1847 — 26 апреля 1904) — французский ботаник. 

## Биография
Жюльен Фуко родился в коммуне Кабарьо 2 июля 1847 года. 
Фуко был сыном бедных крестьян. Он стал учителем и действовал в Приморской Шаранте с 1867 по 1885 год. Свой досуг Фуко посвятил ботанике. В 1877 году он представил Обществу естественных наук Нижней Шаранты свой первый доклад — каталог сосудистых растений. В 1885 году Жюльен Фуко был назначен директором ботанического сада Военно-Морского Флота в Ла-Рошель. В 1902 году он стал почётным членом Ботанического общества Франции. Фуко описал более 200 видов семенных растений.
Жюльен Фуко умер в коммуне Рошфор 26 апреля 1904 года. 

## Научная деятельность
Жюльен Фуко специализировался на семенных растениях. 

## Почести
В его честь были названы следующие виды растений: 
- Oenanthe foucaudii Tesser[4]
- Erigeron × foucaudii B.Bock[5]
- Hieracium foucaudianum Arv.-Touv.[6]
- Spergularia foucaudiana Beauverd[7]
- Astragalus foucaudii Rouy[8]
- Atropis foucaudii Hack. ex Fouc.[9]
- Rubus foucaudii H.Lév.[10]
- Viola foucaudii A.Sav.[11]